# Anjou-ház (vegyes házak)
Az Anjou-ház (ejtsd: anzsu) mindig a Franciaország északnyugati részén elterülő Anjou tartományt birtokló család elnevezése. Öt különböző Anjou-ház fordult elő a történelemben, melyek nem mindig egymás öröksége révén nyerték el az Anjou grófjának vagy hercegének a címét, bár az uralkodóházak keveredése miatt kimutatható a közvetlen genealógiai kapcsolat közöttük. Csak a második Anjou-ház kötődik közvetlenül az előzőhöz, a többi esetében mindig a francia királyi család tagjai közül kerültek ki, így azok a Capeting-ház egy-egy oldalágának tekintendők. A magyar Anjou-ház (1301–1399) a harmadik Anjou-házból származott.

## Első Anjou-ház
I. Fulkó leszármazottai, akik 929-től 1060-ig uralkodtak az Anjou Grófságban. Férfiágon II. Gottfrieddel halt ki. A második Anjou-ház az első Anjou-ház folytatása női ágon. Az első Anjou-ház csak a névadó grófságban uralkodott.

## Második Anjou-ház
Bővebben: Anjou-ház (Gâtinais) Plantagenêt-ház

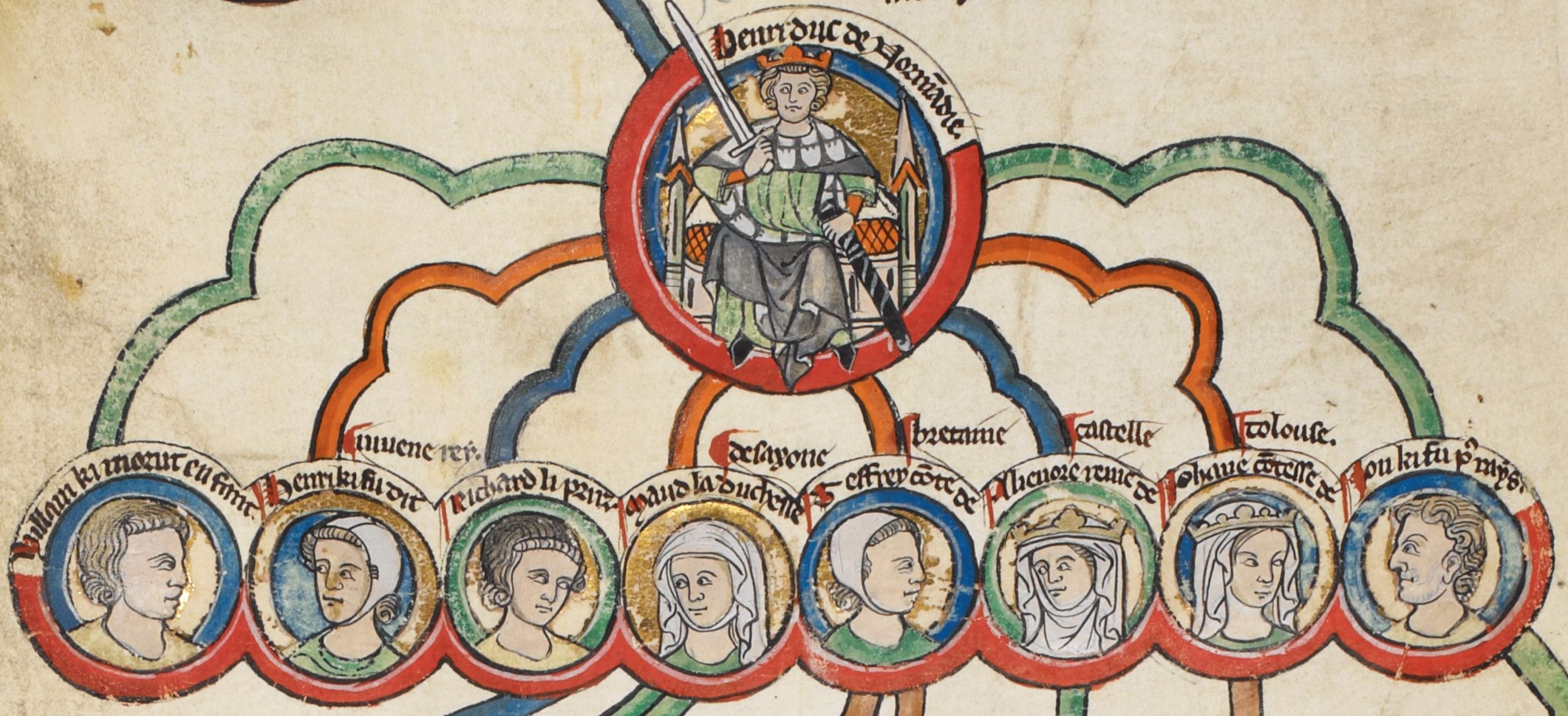
II. Henrik angol király, a második Anjou-ház, a Plantagenêt-ház első uralkodójának közvetlen leszármazottai (balról jobbra): XI. Vilmos, Poitiers grófja, Ifjabb Henrik herceg, Oroszlánszívű Richárd, Matild szász hercegné, II. Geoffrey, Bretagne hercege, Eleonóra aragóniai királyné, Johanna szicíliai királyné és Földnélküli János

A második Anjou-ház alatt az alapító Gâtinais grófjának házát értjük, így a második Anjou-ház mint Gâtinais-ház is ismert, továbbá Château-Landon-ház néven is, Château-Landonból való származása okán. A ház alapítója III. Gottfried, Gâtinais és Anjou grófja volt. Az egyes forrásmunkák azon név alapján használják a második Anjou-ház megnevezését, hogy arra akarnak utalni, hogy III. Gottfried gróf és apja melyik házból származott (Château-Landon-ház), vagy arra, hogy Gottfried maga melyik grófságnak volt az ura (Gâtinais). Egyes forrásmunkák továbbá nem különböztetik meg az V. Gottfried, Anjou grófja által alapított Plantagenêt-háztól a Gâtinais-házat (avagy Château-Landon-házat), és azt is a Plantagenêt részének tekintik. A második Anjou-ház továbbá genealógiailag is rokonságban állt az elsővel, III. Gottfried ugyanis II. Gottfried, Anjou grófjának az unokaöccse volt, III. Gotfried anyja ugyanis Anjou Ermengarde, III. Fulkó, Anjou grófjának leánya volt.
Az alapító öccsének unokája, Ifjabb Fulkó gróf csatlakozott a Szentföldre tartó templomosokhoz, aminek révén később megismerkedhetett második feleségével, Melisenda jeruzsálemi királynővel, akinek köszönhetően jeruzsálemi társuralkodói titulusa lett. Az előző házasságából származó fia, V. Gottfried, Anjou grófja feleségül vette I. Henrik angol király leányát, Matildát, az angolok úrnőjét, akitől született II. Henrik angol király, aki megalapította az új angol uralkodó dinasztiát, a Plantagenêt-házat. Az Anjouk lettek az uralkodók többek között az Angol Királyságon át, Normandiában és a Jeruzsálemi Királyságban is. A dinasztia 1399-ig, II. Richárd kivégzéséig adta az angol királyokat, ám egyik oldalágából, a York-házból, egészen 1499-ig kerültek ki további uralkodók.

### Leszármazási ág
III. Gottfried, Gâtinais és Anjou grófjának megalapításával:
1. III. Gottfried, Anjou grófja (kb. 1040–1097)
2. IV. Fulkó, Anjou grófja (kb. 1043–1109)
  1. Ermengarde grófnő (kb. 1068–1146)
  2. IV. Gottfried, Anjou grófja (kb. 1073–1106)
  3. V. Fulkó, Anjou grófja (kb. 1090–1143)
    1. Matild grófnő (kb. 1106–1154)
    2. Szibilla grófnő (kb. 1112–1165)
    3. V. Gottfried, Anjou grófja (1113–1151) (a Plantagenêt-ház megalapítója)
    4. II. Éliás, Maine grófja (1115–1151)
    5. III. Balduin jeruzsálemi király (1130–1162)
    6. Amalrik jeruzsálemi király (1136–1174)
      1. Szibilla, Jaffa és Aszkalon grófnője (1160–1190)
      2. IV. Balduin jeruzsálemi király (1161–1185)
      3. I. Izabella jeruzsálemi királynő (1171–1206) (leányági leszármazottak)

## Harmadik Anjou-ház
Lásd még: Anjou-ház (Capeting) Nápoly és Szicília Anjou uralkodóinak listája

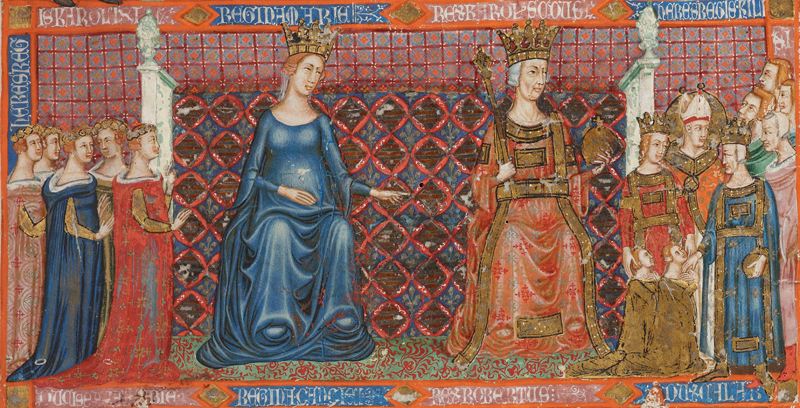
II. Károly nápolyi király és Magyarországi Mária királyné gyermekeik körében, a harmadik Anjou-ház oldalágait alapítókkal

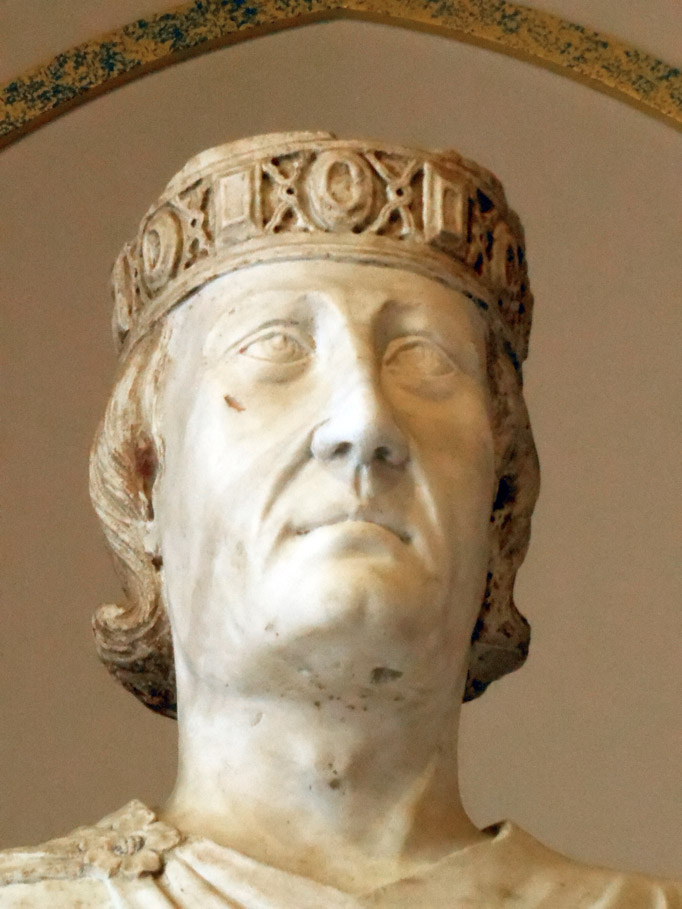
I. Károly szicíliai király (1227–1285) a harmadik Anjou-ház alapítója

Miután 1204-ben II. Fülöp Ágost francia király mint hűbérúr megfosztotta az angol királyi családot az Anjou Grófságtól, az visszaszállt a francia királyi házra. A címet később Fülöp Ágost király unokája, VIII. Lajos francia király és Kasztíliai Blanka királyné legfiatalabb gyermeke, Károly herceg kapta meg, aki később a nápolyi és szicíliai uralkodói címet is viselte. Károly anyja, Blanka királyné VIII. Alfonz kasztíliai király és Angliai Eleonóra leánya volt, anyai nagyapja pedig II. Henrik angol király, Anjou grófja volt, így a harmadik Anjou-ház genealógiailag is rokonságban állt a második Anjou-házzal, ám közvetlen módon a Capeting-ház egyik oldalága volt, amely később további ágakra, a középkori Magyar Királyság uralkodóit adó magyar királyi, valamint a tarantói és durazzói ágakra vált. A Capeting-dinasztiából való származása okán a harmadik Anjou-házat így szokás Capeting–Anjou-háznak (franciául: Maison capétienne d'Anjou) is nevezni.
A Világítótornyon túli Szicíliai Királyságot uraló Hohenstauf-házból származó Manfréd szicíliai király érdekellentétbe került a katolikus egyházzal, IV. Orbán pápa pedig 1264-ben segítségül kérte a francia király fiát, Károly, Anjou hercegét Manfréddel szemben. Miután 1266-ban, a beneventói csatában Károly legyőzte Manfrédet (akit később ki is végeztetett), a csatában elhunyt egyházi vezető utódja, IV. Kelemen pápa Károlynak ajándékozta a Szicíliai Királyságot. Ám Károly katonáinak és adminisztrációjának túlkapásai miatt 1282-ben, a szicíliai vecsernye során fellázadtak ellene, Szicília szigetét pedig III. Péter aragóniai király szállta meg, ám a Világítótornyon inneni Szicíliai Királyság (Nápoly központtal) továbbra is Károly birtokában maradt. 1285-ös halálát követően fia, II. Károly követte a trónon. A harmadik Anjou-ház nápolyi főága végül II. Károly ükunokájával, II. Johanna nápolyi királynővel halt ki 1435-ben.
A magyar történelem Anjou-kornak nevezi azt a közel százéves korszakot, mikor a harmadik Anjou-ház királyai uralkodtak az országban. Károly nápolyi és szicíliai király és V. István magyar király között kötött Árpád–Anjou kettős házasság értelmében Károly fia, a későbbi II. Károly nápolyi király feleségül vette István leányát, Mária hercegnőt, valamint István fia, a később IV. László magyar király feleségül vette Károly leányát, Izabella hercegnőt. A harmadik Anjou-ház magyar ágát alapító II. Károly és Mária királyné utódai így közvetlen módon az Árpád-ház leányági leszármazottai is voltak. IV. László magyar király utód nélkül való halálát követően a magyar trónra Velencei András király (II. András magyar király feltételezett unokája) került, ám származását már életében is megkérdőjelezték, halálával pedig megindult az interregnum korszaka a Magyar Királyságban. A harmadik Anjou-házból a magyar trónra igényt elsőként a leányágon rokon Martell Károly calabriai herceg tartott. 1295-ben bekövetkezett halálát követően trónigényét fia, Károly Róbert vitte tovább, akit három koronázást követően végül ténylegesen is az ország királyává iktattak. Károly Róbert hosszas uralkodásával kialakult belső stabilitást és jólétet fia, Nagy Lajos vitte tovább, aki 1370-ben a lengyel koronát is megszerezte. Lajos fiúutód nélkül való távozását követően országai irányítását leányai között osztotta fel, a magyar trón Ifjabb Mária hercegnőre, míg a lengyel trón Hedvig hercegnőre szállt. A harmadik Anjou-ház magyar királyokat adó ága végül velük halt ki Mária 1395-ös, majd Hedvig 1399-es halálával, amely egyúttal az Árpád-ház leányági kihalását is jelentette.
Leszármazási ág
I. Károly nápolyi és szicíliai király megalapításával:
1. Blanka hercegnő (1250–1269)
2. Beatrix hercegnő (1252–1275)
3. II. Károly nápolyi király (1254–1309)
  1. Martell Károly herceg (1271–1295) (a Magyar–Anjou ág megalapítója)
  2. Margit hercegnő (1273–1299)
  3. Toulouse-i Szent Lajos (1274–1297)
  4. Róbert nápolyi király (1277–1343)
    1. Károly herceg (1298–1328)
      1. I. Johanna nápolyi királynő (1328–1382)
        1. Martell Károly herceg (1345–1348)

      2. Mária hercegnő (1329–1366)

  5. I. Fülöp tarantói herceg (1278–1331) (a Tarantói–Anjou ág megalapítója)
  6. Blanka hercegnő (1280–1310)
  7. Rajmund Berengár herceg (1280–1307)
  8. János herceg (1283–1308)
  9. Eleonóra hercegnő (1289–1341)
  10. Mária hercegnő (1290–1346)
  11. Péter herceg (1291–1315)
  12. János herceg (1294–1336) (a Durazzói–Anjou ág megalapítója)
  13. Beatrix hercegnő (1295–1321)
4. Fülöp herceg (1256–1277)
5. Izabella hercegnő (1261–1304)

### Harmadik Anjou-ház oldalágai

#### Harmadik Anjou-ház magyar királyi ág

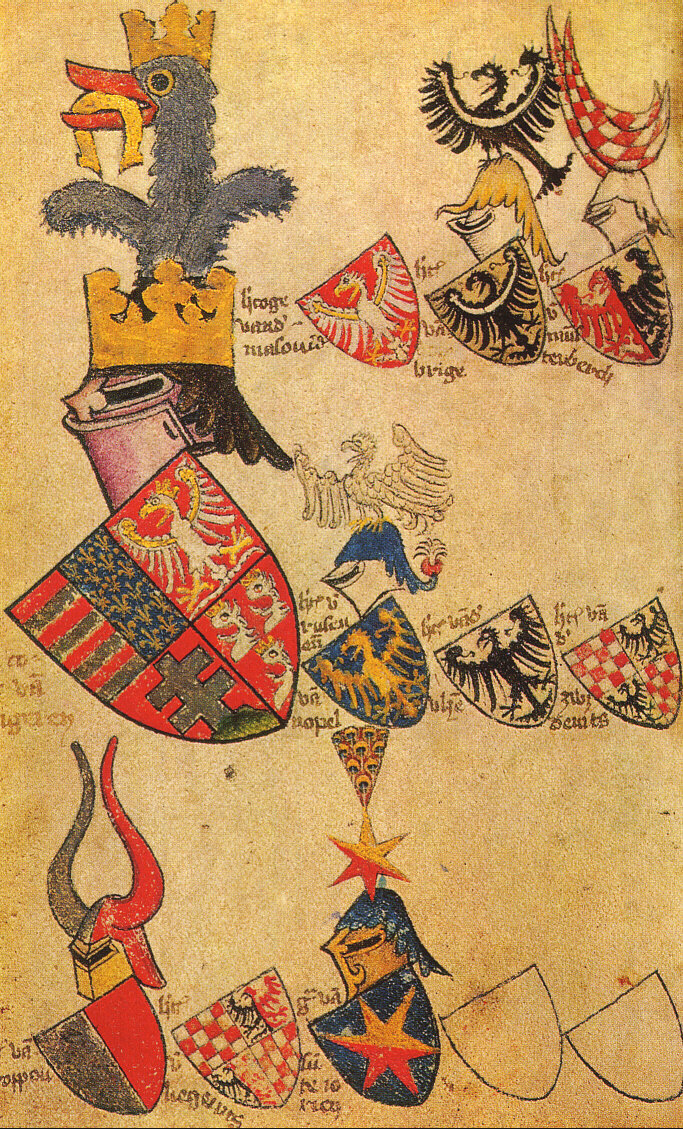
52v lap: I. (Nagy) Lajos magyar király címere, sisakdíszeként arany koronából két strucctoll között növekvő, csőrével arany patkót tartó struccfej. Alul a kék alapon arannyal és vörössel harántvágott csillag a Szentgyörgyi grófok címere

Lásd még: Magyarország uralkodóinak, Lengyelország uralkodóinak listája
Martell Károly calabriai herceg és Habsburg Klemencia megalapításával:
1. I. Károly magyar király (1288–1342)
  1. Katalin hercegnő (1321–1355)
  2. I. Lajos magyar és lengyel király (1326–1382)
    1. Katalin hercegnő (1370–1378)
    2. Mária magyar királynő (1371–1395)
    3. Hedvig lengyel királynő (1374–1399)

  3. András herceg (1327–1345)
    1. Martell Károly herceg (1345–1348)

  4. István herceg (1332–1354)
    1. István herceg (1351–1360)
    2. Erzsébet hercegnő (1352–1380)

  5. Kálmán győri püspök (illegitim)
2. Beatrix hercegnő (1290–1354)
3. Klemencia hercegnő (1293–1328)

#### Harmadik Anjou-ház tarantói ág
Lásd még: Tarantó hercegeinek listája
I. Fülöp tarantói herceg megalapításával:
1. Károly herceg (1296–1315)
2. Johanna hercegnő (1297–1317)
3. Fülöp herceg (1297–1330)
4. Róbert herceg (1326–1364)
5. Lajos herceg (kb. 1327–1362)
  1. Esclarmonde de Tarente (illegitim)
6. II. Fülöp tarantói herceg (1329–1374)

#### Harmadik Anjou-ház durazzói ág
János durazzói herceg megalapításával:
1. Károly herceg (1323–1348)
  1. Johanna hercegnő (1344–1387)
  2. Ágnes hercegnő (1345–1388)
  3. Margit hercegnő (1347–1412)
2. Lajos herceg (1324–1362)
  1. Károly nápolyi és magyar király (1345–1386)
    1. II. Johanna nápolyi királynő (1373–1435)
    2. László nápolyi király (1376–1414)
      1. Rinaldo di Durazzo (illegitim)
3. Róbert herceg (1326–1356)

## Negyedik Anjou-ház
1351-ben II. János francia király másodszülött fiára, Lajosra ruházta az Anjou Grófságot, melyet 1360-ban hercegség rangjára emelt.

### Anjou hercegei
Anjou-háznak nevezte magát tehát a francia Valois-dinasztia ifjabb ága is (Valois-Anjou vagy ifjabb Capet-Anjou ház), amelynek tagjai Anjou tartomány hercegei voltak (1360–1480). 1382-től nápolyi királyi címet is viselték, miután a gyermekeit túlélt I. Johanna nápolyi királynő 1380-ban I. Lajost Anjou hercegét – aki leányágon II. Károly nápolyi király, Anjou grófja ükunokája volt – örökösének nevezte ki. A címet egészen 1435-ig csak névlegesen használták, ténylegesen csak 1435-től 1442-ig uralkodott a negyedik Anjou-ház a Nápolyi Királyságban René nápolyi király személyében. I. René halálával 1480-ban visszaszállt a francia koronára.

## Ötödik Anjou-ház
V. Fülöp spanyol király nyerte el a címet nagyapjától XIV. Lajos francia királytól, és bár szokás ezt az ágat hagyományosan ötödik Anjou-háznak is nevezni, ezt a nevet nem használták a spanyol Bourbonokra, hanem rájuk is a Bourbon-ház megjelölést használják.

## Capeting–Anjou uralkodók névsora

### Nápolyi Királyság
Bővebben: Nápoly uralkodóinak listája
- VIII. Lajos francia király (1187–1226) ∞ Kasztíliai Blanka
  - I. Károly nápolyi király (1227–1285) ∞ Provence-i Beatrix
    - II. Károly nápolyi király (1254–1309) ∞ Magyarországi Mária
      - Róbert nápolyi király (1277–1343) ∞ Aragóniai Jolán
        - Károly, Calabriai hercege (1298–1328) ∞ Franciaországi Mária
          - I. Johanna nápolyi királynő (1328–1382)

      - János, Durazzó hercege (1294–1336) ∞ Périgordi Ágnes
        - Lajos, Gravina grófja (1324–1362) ∞ Sanseverinói Margit
          - II. Károly nápolyi király (1345–1386) ∞ Durazzói Margit
            - László nápolyi király (1376–1414)
            - II. Johanna nápolyi királynő (1373–1435)

### Magyar Királyság
Bővebben: Magyarország uralkodóinak listája
- II. Károly nápolyi király (1254–1309) ∞ Magyarországi Mária
  - Martell Károly magyar trónkövetelő (1271–1295) ∞ Habsburg Klemencia
    - I. Károly magyar király (1288–1342) ∞ Łokietek Erzsébet
      - I. Lajos magyar király (1326–1382) ∞ Kotromanić Erzsébet
        - Mária magyar királynő (1371–1395) ∞ Luxemburgi Zsigmond

  - János, Durazzó hercege (1294–1336) ∞ Périgordi Ágnes
    - Lajos, Gravina grófja (1324–1362) ∞ Sanseverinói Margit
      - II. Károly magyar és nápolyi király (1345–1386) ∞ Durazzói Margit
        - László magyar trónkövetelő, nápolyi király (1376–1414)

### Lengyel Királyság
Bővebben: Lengyelország uralkodóinak listája
- I. Károly magyar király (1288–1342) ∞ Łokietek Erzsébet
  - Lajos lengyel és magyar király (1326–1382) ∞ Kotromanić Erzsébet
    - Hedvig lengyel királynő (1374–1399) ∞ Jagelló Ulászló